# Haesselia roraimensis
Espèce
Statut de conservation UICN

 VU D2 : Vulnérable
Haesselia roraimensis est une espèce de plantes de la famille des Cephaloziaceae.

## Publication originale
- Journal of the Hattori Botanical Laboratory 64: 327. f. 1–3. 1988.